# 専門調理師・調理技能士
専門調理師・調理技能士（せんもんちょうりし・ちょうりぎのうし）とは、調理師法に基づく専門調理師という称号と、職業能力開発促進法に基づく調理技能士という称号を総称した名称である。公益社団法人調理技術技能センターが実施する調理技術技能評価試験に合格することにより得られる。

## 専門調理師
調理師法第8条の3において、調理師の資質の向上のための調理技術に関する審査が規定されている。この審査は「技術審査」と呼ばれ、「技術審査試験」（学科及び実技試験）により行われる（調理師法施行規則第15条）。
技術審査に合格すると、技術審査試験の実技試験において選択した試験科目（日本料理、西洋料理、中国料理、すし料理、麺料理、給食用特殊料理）に応じた名称（日本料理専門調理師、西洋料理専門調理師、中国料理専門調理師、すし料理専門調理師、麺料理専門調理師、給食用特殊料理専門調理師）を称することができる。

## 調理技能士
国家資格である技能検定制度の一種で、職業能力開発促進法第47条第1項による指定試験機関（公益社団法人調理技術技能センター）が実施する調理に関する学科及び実技試験に合格した者をいう。職業能力開発促進法により、調理技能士資格を持っていないものが調理技能士と称することは禁じられている。等級の区分がない単一等級である。
受験者は、日本料理調理作業、すし料理調理作業、西洋料理調理作業、中国料理調理作業、めん料理調理作業、給食用特殊料理調理作業の中からいずれか一つの科目を選択する。
調理技能士は職業訓練指導員 (日本料理科)、職業訓練指導員 (西洋料理科)、職業訓練指導員 (中国料理科)の実技試験と、学科試験のうち関連学科免除資格になっている。その他、単一級は調理師養成施設における「食文化概論」、「調理理論」、「調理実習」の教科課目の教員資格が得られる。

## 調理技術技能評価試験
調理師法における技術審査試験と職業能力開発促進法における技能検定試験は一本化されており、「調理技術技能評価試験」と呼ばれ、公益社団法人調理技術技能センターが実施する。この試験に合格することにより、専門調理師と調理技能士の資格を取得することができる。
受験資格
| 区 分                                                                                          | 実務経験年数 | 左記のうち調理師免許を有していた期間 |
| ---------------------------------------------------------------------------------------------- | ------------ | ------------------------------------ |
| 実務経験のみ                                                                                   | 8年以上      | 3年以上                              |
| 厚生労働大臣の指定する調理師養成施設において1年以上調理に関する学科を修めた卒業者              | 6年以上      | 3年以上                              |
| 職業能力開発促進法に基づき、調理に関し専門課程の高度職業訓練または普通課程の普通職業訓練修了者 | 7年以上      | 3年以上                              |

学科試験
- 調理一般（調理の種類及び特徴）
- 調理法（調理施設の構造及び使用方法、調理に使用する機械及び器具の種類・用途及び使用方法、食器の種類及び用途、調理の方法、献立、調理計画）
- 材料（材料の種類、性質及び用途）
- 食品衛生および公衆衛生（一般的な知識）
- 食品及び栄養（一般的な知識）
- 関係法規（調理師法関係法令および食品衛生法関係法令のうち調理にかんする部分）
- 安全衛生（詳細な知識）

実技試験
- 日本料理、西洋料理、中国料理、すし料理、麺料理、給食用特殊料理の中から選択
  - 献立の作成
  - 材料の選定
  - 料理の調理
  - 積算及び見積り